# Мирјана Стојановић
Мирјана Стојановић (Београд, 26. септембар 1970) српска је певачица и позоришна и гласовна глумица.

## Биографија
Мирјана Стојановић је рођена 26. септембра 1970. године у Београду. Завршила је Факултет музичке уметности (одсек соло певање) и Филолошки факултет у Београду. Мирјана је главни вокални солиста и играчица етно-плесног састава Теодулија. Игра у Позоришту на Теразијама. Ради у школи мјузикла "Еудвен". Бави се синхронизацијом цртаних филмова за студије Лаудворкс, Голд диги нет, Студио, Блу хаус и Моби, као и за Квартет Амиго и Мириус.

## Улоге у позоришту
Позориште на Теразијама (матично позориште) — Вокални солиста, глумица и џез балерина у мјузиклима:
- Цигани лете у небо
- Кабаре
- Зона Занфирова
- Грк Зорба
- Слатка Черити
- Маратонци трче почасни круг
- Лутка са насловне стране
- Продуценти
- Пољуби ме Кејт
- Глорија
- Корус Лајн
- Под сјајем звезда
- Јубилеј
- Светлости позорнице

Опера Народног позоришта
- Севиљски берберин
- На уранку
- Ивица и Марица
- Риголето
- Чаробна фрула
- Љубичаста ватра.

Мадленијанум
- Чаробна фрула — Памина

## Улоге у синхронизацијама
| Година    | Назив                             | Улога                     |
| --------- | --------------------------------- | ------------------------- |
| 1994-1998 | Најлепше бајке света              | Солиста                   |
| 2001      | Мали летећи медведићи             | Уводна шпица              |
| 2002      | Твитијеве авантуре у високом лету | солиста                   |
| 2003      | Том и Џери: Филм                  | Тетка Пристин Фиг (песме) |
| 2008      | Аладин                            | Јасмин (песме)            |
| 2013-2015 | Тим Умизуми                       | Мили                      |
| 2014      | Рио 2                             | Габи                      |
| 2015      | Жабац Крека                       | Сенди                     |
| 2015-2017 | Мој мали пони (Блу хаус, С3-4)    | Тихана, Розета            |
| 2018      | Код куће: Авантуре Тип и Оа       | Тип                       |
| 2022      | Авантуре спретног зеца            | Мама, Луна итд.           |
| 2022      | Код куће за празнике              | Тип                       |